# Тибетський Буддійський канон

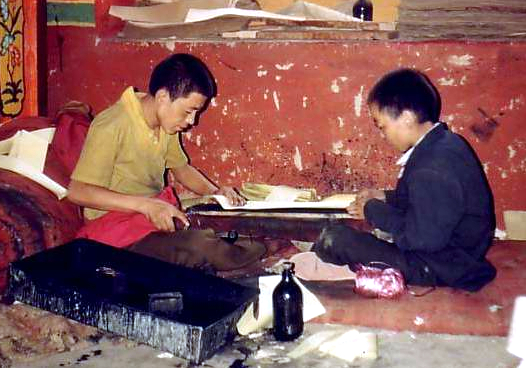
Молоді ченці друкують Святе Письмо. Монастир Сера, Тибет. 1993 рік

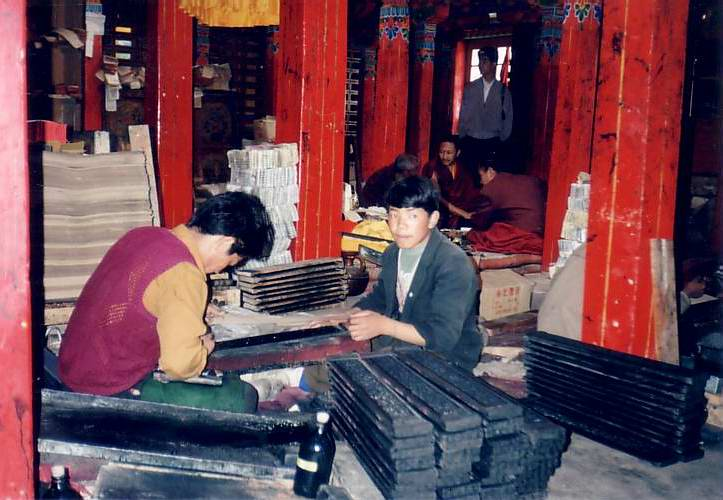
Друкування Святого Письма, монастир Сера

Тибетський Буддистський канон — це неточно визначений список священних текстів, визнаних різними сектами тибетського буддизму. На додаток до текстів сутраяни з ранніх буддійських шкіл (переважно Сарвастівади) та джерел махаяни, тибетський канон включає тантричні тексти. Тибетський канон зазнав остаточної компіляції в 14 столітті Бутоном Рінченом Друбом (1290–1364).
Тибетці не мали офіційно оформленого канону Махаяни, тому розробили власну схему, яка розділила тексти на дві великі категорії:
- Ганжур (Wylie: bka'-'gyur) або «Перекладені слова або Вакана», складається з творів, які, імовірно, були сказані самим Буддою. Імовірно, всі тексти мають санскритський оригінал, хоча в багатьох випадках тибетський текст був перекладений з китайської чи інших мов.
- Данджур (Wylie: bstan-'gyur) або «Перекладені трактати або шастри» — це розділ, до якого були призначені коментарі, трактати та твори абгідхарми (як Махаяни, так і не Махаяни). Tengyur містить 3626 текстів у 224 томах.

## Ганджур
Канг'юр поділено на розділи Віная, Сутри Досконалості Мудрості, Аватамсака, Ратнакута та інші сутри (75% Махаяни, 25% Нікаї / Агами або Хінаяни) і тантри. Коли саме термін Ганджур було використано вперше, невідомо. Збірки канонічних буддійських текстів існували вже за часів Трисонга Децена, шостого царя Тибету.
Точна кількість текстів у Ганджур не встановлена. Кожен редактор несе відповідальність за видалення текстів, які він вважає фальшивими, або додавання нових перекладів. На даний момент існує близько 12 доступних версій Ганджур. До них належать версії Генцин, Лхаса, Нартанг, Цона, Пекін, Урга, Пхудрак і Палац Стог, кожна з яких названа за фізичним місцем, де вона була надрукована (або копіювання у випадку рукописних видань). Крім того, деякі канонічні тексти були знайдені в Табо і Дуньхуан, які надають більш ранні зразки текстів, знайдених у Ганджурі. Більшість існуючих видань Канг’юр, здається, походить від так званого Старого Нартанг Канг’юр, хоча видання Пхукдрак і Таванг, як вважають, лежать за межами цієї текстової лінії. Стемма Кангюр була добре досліджена, зокрема Гельмутом Еймером і Полом Гаррісоном.

### Історія

#### Походження
Починаючи з сьомого століття, існуючу літературу час від часу компілювали та каталогізували, що згодом розширювалося, оновлювалося, класифікувалося, реорганізовувалося та розміщувалося в різних наборах різних колекцій. Окремий набір перекладів було перегруповано у дві великі збірки, широко відомі як bka'-' gyur і bstan-'gyur, переклад промов Будди та переклад коментарів відповідно. Найперший тибетський каталог було введено під час правління 39-го тибетського короля крі-лде сронг-бцена, також відомого як сад-на легс-мджінг-гйон (776-815), який видав укази, «що вимагали всіх перекладів, які збереглися тибетською мовою з їхнього індійського оригіналу, який буде каталогізовано та піддано періодичному перегляду та встановленню настанов щодо термінології з метою стандартизації всіх перекладацьких робіт». Для цього була призначена група індійських і тибетських учених.
Як важливий крок у цій чудовій спробі літературної стандартизації двомовний глосарій, відомий як Махав’ютпатті (sgra-sbyor bam-po gnyis-pa), був успішно завершений у рік тибетського коня (814 р. н. е.). Іншим великим досягненням стала каталогізація колекцій, які тоді були доступні в королівських бібліотеках трьох знаменитих тибетських палаців під керівництвом відомого перекладача Банде ска-ба дпал-брцегса за допомогою його колег Банде чос-кьї снінг-по, Ло- tsa-wa Bande debendhara, Bande lhun-po та Bande klu'-dbang-po тощо. Найдавніша компіляція каталогу була записана з рукопису королівської колекції, що зберігалася в палаці-pho-brang 'phang-thang ka-med kyi gtsug-lag-kang в рік Тибетського собаки. (818 р. н. е.) Ця каталогізаційна робота стала відомою за назвою палацу та відома як dkar-chag phang-thang-ma . Незабаром після цього було складено ще два каталоги колекцій, доступних у двох інших королівських бібліотеках — pho-brang bsam-yas mchims-phu-ma та pho-brang stong-thang ldan-dkar, які стали відомі як dkar-chag mchims-phu- ma та dkar-chag ldan-dkar-ma відповідно. dkar-chag ldan-dkar-ma було складено в рік дракона (824 р. н. е.).
Серед цих трьох каталогів ldan-dkar-ma, включений до тому Jo of sna-tsogs в sde-ge bka'-bstan, як правило, вважається єдиним, що зберігся досі. Але нещодавно в Тибеті було виявлено та опубліковано рукопис dkar-chag phang-thang-ma. Він містить 961 назву, перераховану під 34 предметними рубриками з додатковою інформацією про номери віршів (солока та бампо), які містяться в кожному тексті. Каталог ldan-dkar-ma містить 735 найменувань і внесено до категорії з 27 предметних рубрик. Цікавою унікальною особливістю тибетського каталогу є те, що, поряд з інформацією про вихідний матеріал перекладу та бібліографічними деталями, він містить фізичні описи, такі як номери. слів, віршів, канто (бампо) і фоліантів у кожному текстовому вмісті. Таким чином, сьогодні ми маємо 73 мільйони слів, що містяться в колекції bka'-'gyur & bstan-'gyur. Відповідно до останнього видання Dharma Publication, bKa'-'gyur містить 1115 текстів, поширених на 65 420 тибетських фоліантів, що становить 450 000 рядків або 25 мільйонів слів. Подібним чином bsTan-'gyur містить 3387 текстів із використанням 127 000 фоліантів, що становить 850 000 рядків і 48 мільйонів слів. Загальна сума обох цих колекцій становить 4502 тексти в 73 мільйонах слів. Завдяки фіксації бампо до віршів і слів кожного текстового змісту окремі твори є інтерполяцією та зміною. Це ще більше посилило автентичність тибетської буддійської літератури. Це перші тибетські каталоги у трьох версіях, які були складені та опубліковані на початку дев’ятого століття великим сгра-сгюром г’ї ло-ца-ва Банде сКа-ба дпал-брцегсом та його командою. Таким чином, Тибет став першим, хто створив каталог як інвентар в історії еволюції каталогу. Таким чином Банде ска-ба дпал-брцегс вважається піонером тибетської системи. Усі пізніші укладачі Тибетського канону базували свої праці значною мірою на створенні sKa-ba dpal-brtsegs.
Після періоду придушення під час правління короля Ґланг-Дар-ма (803-842), який різко завершив першу главу історії тибетської літератури, відновлюється друга фаза її розвитку. З початку 11-го століття тибетські перекладачі разом з індійськими пандітами знову відновили свою літературну діяльність, щоб створити нову главу, відому як «ера нового перекладу», а також «відродження або пізніше поширення буддизму в Тибеті». На додаток до попередніх творів Тибет створив величезне літературне багатство як з точки зору обсягу, так і діапазону охоплення до 13-го століття, і це зростання змусило вести свіжий всебічний бібліографічний запис і контролювати існуючу літературу.

#### Пізній період
У середині 13 століття учень bcom-ldan rigs-ral (1200?), 'Джам-гаг пак-ші, також відомий як mchims 'jam-dpal dbyangs (?-1267), який був державним священиком монгольського імператора Чин Цзуна, зумів зібрати певну кількість письмового матеріалу та надіслав його Майстер з проханням організувати та підготувати каталог літератури, яка була розкидана по всьому Тибету. bcom-ldan rigs-ral за допомогою своїх учнів dbu-pa blo-gsal byang-chub ye-shes, lo tsa-wa bsod-nams 'od-zer і rgyang-ro byang-chub 'bum, обстежував різні частини переважно охоплює центральний і західний Тибет. Перевіряючи та виправляючи, вони ретельно перевіряють усі рукописи старих і нових перекладів і впорядковують їх, склавши повний каталог прото-бка'-'гюр і бстан-'гюр. Каталог було підготовлено у вигляді двох наборів колекцій під назвами dkar-chag bstan-pa rgyas-pa та dka-'gyur gyi dkar-chag nyi-ma'i 'od-zer відповідно. Класифікація тибетських буддійських канонів або перекладів на два основні класи як bka'-'gyur і bstan-'gyur в основному походить від цього каталогу.
Джам-гаг пак-ші знову зміг зібрати достатню кількість письмових матеріалів і відправив їх до Тибету з проханням переписати всі рукописи та розмістити їх в окремих томах. dbu-pa blo-gsal byang-chub ye-shes, який був учнем bcom-ldan rigs-ral і 'jam-gag pak-shi, було доручено виконати це нове завдання. Він разом із колегами сумлінно виконали роботу та вперше опублікували повний і новий набір томів bka'-'gyur & bstan-'gyur і розмістили їх у храмі 'jam-lha-khang монастиря Snar Thang, який пізніше став відомим як видання snar thang. На жаль, ні каталоги, ні томи цього рукописного найстарішого видання bka'-'gyur & bstan-'gyur більше недоступні.

### Каталоги буддійських колекцій у королівських палацах
- lhan dkar ma/ldan dkar ma (знайдено в пізніх Ганджурах)
- 'phang thang ma (нещодавно знову відкрито)
- mchims bu ma (втрачено)

### Пізні каталоги
- Грагс па рг'ял мтшан (1147–1216)
- Bcom ldan rig dral (13 століття)
- 'Phags pa blo gros rgyal mtshan (1235–1280)

Тибетська частина китайської трипітаки Чжунхуа да Цзан Цзін (中華大藏經) була опублікована в 2008 році.

### Ганджурські версії
- Старий Нартанг Ганджур (вважається, що це була колекція MS з кількома копіями текстів) Не збереглося. Версії Yongle (永乐版), Wangli (万历版), Lithang (理塘版/丽江版), Kangxi (康熙版/北京版), Zhuoli (卓尼版), Derge (德格版), Narthang (那)塘版), Урга (拉加版), Кулун (库仑版), Лхаса (拉萨版), Вала (瓦拉版) і Чамдо (昌都版) представлені в друкованих формах[4][5][6].

### Лінія Цхалпа
Це всі ксилографічні видання:
- Юнле Ганджур (1410) (значною мірою втрачено)
- Wanli Ганджур (1606) (значною мірою втрачено, але доступне через берлінську копію MS 1680)
- Літанг Ганджур (1608–21)
- Кансі Ганджур (1684–92) (з кількома виправленими перевиданнями)
- Конус Ганджур (1721–31)
- Нартанг (1730–32) (із забрудненням від лінії Them-spangs-ma)
- Derge Ганджур (1733) (із забрудненням з лінії Them-spangs-ma)
- Цяньлун Ганджур (1737)
- Urga Ганджур (із численними забрудненнями)
- Лхаса Ганджур (з численними забрудненнями)

### Them-spangs-ma Lineage
Це всі рукописні видання:
- Shel-dkar (доступний через London ms copy 1712)
- Токіо Ms Ганджур (1858–78)
- Манускрипт Палацу Ганджур (c1700-50)
- Улан Батур Ms Ганджур

### Місцеві Ганджури
- Батанг Ганджур, мс
- Мустанг Ганджур мс
- Пхуг-Драк Ганджур (1696–1706)
- Tabo Ms Fragments (окремі тексти, мабуть, не повний Ганджур)
- Tawang Ганджур (дві копії збереглися)

### Монгольська версія[7]
- Колекція буддійських текстів у Монголії - MPIWG Берлін
- Проблеми збереження Монголії перед скарбницею буддистських текстів - Eurasianet
- Вибір організації Наталія Ямпольська, Канонічність у перекладі: монгольські версії сутри «Досконалість мудрості у 8000 рядків». ]
- Наталія Ямпольська, Буддійські писання в Монголії XVII століття: вісім перекладів Aṣṭasāhasrikā Prajñāpāramitā, ASIA 2015; 69(3): 747–772
- Крістофер П. Етвуд, Буддизм і народний ритуал у монгольській релігії: Переосмислення культу вогню, Відділ східноазійських мов і цивілізацій, 12: Історія релігій, 1969, 112-139.

### Сігла
Наступні сигли регулярно використовуються в наукових виданнях текстів Канджур.
- Група Цхал па
  - - Б Берлін Ганджур
  - - С Конус Ганджур
  - - Д Дерге Ганджур
  - - Дж Літанг Ганджур
  - - Q Пекін Ганджур
  - - Р Раг'я Ганджур
  - - У Урга Ганджур
- Вони розбивають групу
  - - L Лондон Ганджур
  - - С Стог Ганджур
  - - Т Токіо Ганджур
  - - V Улан-Батор Ганджур
  - - З Шей Ганджур

## Данджур
- Дерге
- Цона
- Нартанг
- Пекін
- Золотий

### Видання та випуски тибетського буддійського канону
Видано низку каталогів.
- Університет Тохоку (Ред.) (1934). Повний каталог тибетських буддійських канонів, видання Sde-dge, Університет Тохоку

## Незбірники творів[12]
- Дуньхуанські тибетські рукописи[13]
- Канон Дунцан (东仓五百部)[14][15]
- Нінгма Гюбум
- Скарбниця дорогоцінних Термас (rin chen gter mdzod) або Рінчен Тердзо (舊譯十萬續部集) — це збірка таємних текстів буддизму Ньїнгма, зібраних під керівництвом руху Риме, опублікованих у 63 томах Ділго Кх’єнце Рінпоче, Нью-Делі, Індія, з додано ще кілька томів терм і коментарів[16]
- Дуджом Терсар (не входить до Rinchen Terdzö)
- Бон Гарджур[17]

## Родова класифікація канонічних текстів

### Екзотерична або сутра традиція
У тибетській традиції деякі збірки вчень і практик тримаються в більшій таємниці, ніж інші. Традиція сутри включає твори, які, як кажуть, походять із публічних вчень Будди, і викладаються широко та публічно. Езотеричну традицію тантри (нижче) зазвичай ділять лише в більш інтимній обстановці з тими учнями, які, на думку вчителя, мають здатність добре її використовувати.

### Езотерична або тантрична традиція

#### Класифікація тантри стародавньою школою перекладу
Збірка тантр Ньїнгми відома як Ньінгма Г'юбум . Поділ, використовуваний Ньїнгма або стародавньою школою:
- Три зовнішні тантри:
  - Кріяйога
  - Чарьяйога
  - Йогатантра
- Три внутрішні тантри, які відповідають Ануттарайогатантрі:
  - Махайога
  - Ануйога
  - Атійога (тиб. Дзогчен), далі поділяється на три класи:
    - Психічний Семде
    - Просторове Лонгде
    - Езотеричні настанови Mengagde

#### Класифікація тантри Новою школою перекладу
Сарма або школи нового перекладу тибетського буддизму (Гелуг, Сак’я та Каг’ю) поділяють Тантри на чотири ієрархічні категорії, а саме:
- Кріяйога
- Чарьяйога
- Йогатантра
- Ануттарайогатантра
  - далі поділяється на тантри «матері», «батька» і «недуальної».

##### Мати Тантра
«Тантри Йогіні відповідають тому, що пізніші тибетські коментатори назвали «Материнськими Тантрами» (ma rgyud )» (CST, стор. 5).

##### Батько Тантра
У попередній схемі класифікації «клас... «Тантри йоги»... включають такі тантри, як « Гух'ясамаджа », пізніше «класифіковані як «тантри батька» (pha rgyud) ... поміщені в вищий клас... «Неперевершені танри йоги» (rnal 'byor bla med kyi rgyud )» (CST, с. 5).

##### Неподвійна тантра або клас Адвая
- Манджушрі-нама-самгіті
- Калачакра Лагутантра

## Автори канону
На додаток до текстів, приписуваних Будді Шак'ямуні та іншим Буддам, тибетський буддійський канон (зокрема Тенджур) містить низку коментарів, складених індійськими авторами. Нижче наведено авторів, яких традиція вважає надзвичайно важливими.

### Видатні індійські вчені

#### Два Верховних
- Асанга, засновник філософської школи Йогакара
- Нагарджуна, засновник філософської школи Мадх'ямака

#### Шість наукових прикрас
- Ар'ядева, видатний учень Нагарджуни, який продовжив його філософську школу Мадх'ямака
- Дхармакірті, відомий логік, автор семи трактатів ; учень учня Дігнаги Ішварасени; Кажуть, дебатував відомий індуїстський учений Аді Шанкара
- Дігнаґа, відомий логік
- Васубандху, брат Асанги[18][19][20]
- Гунапрабха, видатний учень Васубандху, відомий своєю працею Вінаясутра
- Сак'япрабха, видатний виразник Вінаї

#### Сімнадцять Великих Пандітів
Іноді згадуються Сімнадцять Великих Пандітів. Це формулювання об’єднує вісім перерахованих вище з наступними дев’ятьма вченими.
- Атіша, володар вчення лоджонг
- Бгавівека, ранній тлумач тлумачення Мадх'ямаки зі сватантрик
- Буддхапаліта, ранній тлумач тлумачення Мадх'ямаки Прасангіки
- Чандракірті, який вважається найбільшим виразником тлумачення Прасангіки
- Харібхадра, коментатор «Орнаменту ясного усвідомлення» Асанги
- Камалашіла, автор важливих текстів про медитацію у VIII столітті
- Шантаракшіта, абат Наланди, засновник інтерпретації Йогачара-Сватантріка-Мадх'ямака, який, як вважають, допоміг Падмасамбгаві встановити буддизм у Тибеті
- Шантідева, індійський автор VIII століття Бодхісаттвакаряватара
- Вімуктісена, коментатор «Орнаменту ясного усвідомлення» Асанги

## П'ять традиційних тем навчання
Вивчення тибетського буддійського канону є центральним пунктом монастирської навчальної програми. Усі чотири школи тибетського буддизму загалом дотримуються схожої навчальної програми, використовуючи однакові індійські корені текстів і коментарів. Подальші тибетські коментарі, які вони використовують, відрізняються залежно від школи, хоча з моменту появи в 19-му столітті вчених руху Ріме Джамгона Конгтрула, Джамгона Джу Міпхама Г’ятсо та Кхенпо Шенга, Каг’юпи та Н’їнгмапи також використовують багато тих самих тибетських коментарів. Різні школи, однак, роблять наголос і концентрують увагу на різних областях.
Екзотеричне дослідження буддизму, як правило, організоване в «П’ять тем», перерахованих таким чином, з основними індійськими джерелами для кожної:
1. Абхідхарма
  - Абхідхарма-самукчая Асанги
  - Абхідхарма-коша Васубанду
2. Праджняпараміта
  - Абхісамаяланкара
  - Бодхісаттвакар'яватара Шантідеви
3. Мадх'ямака
  - Mūlamadhyamakakārikā Нагарджуни
  - Чотириста віршів про йогічні вчинки Бодхісаттв (Катухсатака) Арьядеви
  - Мадх'ямакаватара Кандракірті
  - Мадхьямакаламкара Шантаракшіти
  - Бодхісаттвакар'яватара Шантідеви
4. Прамана
  - Праманаварттика Дхармакірті
  - Pramāṇa -samuccaya Дігнаги
5. Віная
  - Сутра Вінаямула Гунапрабхи

### П'ять трактатів, приписуваних Майтрейї
Також велике значення мають «П'ять трактатів Майтрейї». Кажуть, що цим текстам Асангу навчив Майтрейя (згідно з буддистською традицією, він є майбутнім Буддою, який зараз проживає в Тушіта-Небесах; деякі вчені, наприклад, Фровальнер і Туччі, вважають, що Майтрейя був історичною особою, яка мала бути вчителем асанги) і складають серце Шентонг- Мадх'ямака, а також школу філософської думки Йогакара, в якій добре обізнані всі тибетські вчені-буддисти. Вони такі:
- Абхісамаяланкара
- Махаянасутраланкара
- Ratnagotravibhāga
- Дхармадхарматавібханга
- Мадх'янтавібханга

Часто використовується коментар індійського вченого Харібхадри до «Орнаменту для ясного усвідомлення» під назвою «Прояснення значення», а також коментар Вімуктісени.
 

## Подальше читання
- Almogi, Orna (2020). Authenticity and Authentication:Glimpses behind the Scenes of the Formation of the Tibetan Buddhist Canon (PDF). Hamburg: Department of Indian and Tibetan Studies, Universität Hamburg. ISBN 978-3-945151-08-2.